# Stężyca (województwo lubelskie)
Stężyca – wieś gminna w Polsce położona w województwie lubelskim, w powiecie ryckim, w gminie Stężyca. Leży przy drodze wojewódzkiej nr 801 (Puławy – Dęblin – Warszawa), w odległości 79 km od Lublina, 99 km od Warszawy oraz 7 km od Dęblina.
Stężyca jest siedzibą rzymskokatolickiej parafii św. Marcina. Dawniej miasto; w latach 1330–1869 miasto królewskie, w drugiej połowie XVI wieku w powiecie stężyckim województwa sandomierskiego.
Wieś jest sołectwem w gminie Stężyca. Według Narodowego Spisu Powszechnego z roku 2011 wieś liczyła 1902 mieszkańców.

## Nazwa
Nazwa pojawia się w średniowiecznych i późniejszych zapiskach jako Stanzitia (1325–1327), Stazicza (1365), Stanzicza (1441), Sthęzicza (1569). Wszystkie miejscowości o nazwie Stężyca leżą w pobliżu jezior lub rzek, ponieważ nazwa ta była pierwotnie związana z wodą. Według źródeł miejscowość ta powstała wokół umocnień grodu warownego, chroniącego przeprawę na Wiśle. Nazwa Stężyca może pochodzić od słowa stężyć, czyli wzmocnić, umocnić (patrz stężenie) lub tęgi, czyli duży i mocny.

## Historia
Wzmiankowana od XIII wieku jako osada targowa w miejscu przeprawy przez Wisłę. Prawa miejskie od 1330, ponowione w 1442. Stężyca była niegdyś ośrodkiem ziemi stężyckiej, będącej częścią województwa sandomierskiego. W XV wieku w Stężycy odbywały się roki sądów szlacheckich: ziemskiego i grodzkie. W XVI wieku ważny ośrodek rzemiosła i port wiślany handlu zbożem. W 1563 r. na sejmie w Piotrkowie postanowiono o restytucji jurysdykcji grodzkiej w Stężycy (zlikwidowanej po najazdach Tatarów w 1500 i 1502 roku), ale do faktycznego wydzielenie starostwa, zarówno w sferze majątku, jak i jurysdykcji, doszło w 1569 r. W okresie przedłużającego się bezkrólewia po ucieczce z kraju króla Henryka Walezego od 12 maja do 4 czerwca 1575 miasto było głównym miejscem obrad Sejmu Stężyckiego (określanego także jako Zjazd Stężycki). W 1580 roku Stężyca spłonęła w pożarze, w związku z czym Stefan Batory zwolnił miasto z podatków na 6 lat. W 1581 roku Stężyca uzyskała przywilej de non tolerandis Judaeis. W 1582 r. urząd starosty objął Mikołaj Zebrzydowski. W latach 1606–1607 był tu obóz wojsk rokoszu Zebrzydowskiego.
W 1588 roku starostwo stężyckie przejął surogator Marcin Trojanowski, który sprawował urząd do 1623. W 1591 mieszczanie sprowadzili tu zakon franciszkanów i wybudowali kościół i mały klasztor, powiększony w 1633, gdy podskarbi Jerzy Ossoliński erygował większy klasztor. Upadek miasta nastąpił w wyniku wojen szwedzkich (miasto było trzykrotnie łupione i palone w 1655 i 1657), kilku pożarów oraz katastrofalnych wylewów Wisły (od 1737, a wskutek wylewu 20 czerwca 1749 runęły kościół i klasztor). W 1791 roku została urządzona tymczasowa szkoła w ratuszu. Od 1835 w mieście działała szkoła początkowa. Dnia 24 grudnia 1869 miejscowość utraciła prawa miejskie. Podczas II wojny światowej zniszczenia zabudowy, działania partyzanckie Gwardii Ludowej, Batalionów Chłopskich i Armii Krajowej. 6 sierpnia 1943 przy drodze do Maciejowic Niemcy rozstrzelali 16 mieszkańców wsi.
W latach 1975–1998 w województwie lubelskim.

## Zabytki
- Kościół pw. św. Marcina z 1434 – zbudowany w stylu gotyckim, najstarszy budynek ziemi stężyckiej. Przebudowywany w XVI, XVIII i XIX wieku. Po pożarze odbudowana w 1552 roku z inicjatywy plebana Jana Wyszka, Piotra Molendy i Więcława z Tyszyna. Podczas odbudowy zmieniono pierwotną bryłę budynku, dobudowując m.in. boczne kaplice oraz nowe portale. W XVII wieku dobudowano dwie kruchty. W 1740 roku dobudowano kaplicę św. Walentego. Pod koniec II wojny światowej, 3 września 1944, świątynia została ostrzelana przez artylerię niemiecką. W wyniku ostrzału spaleniu uległo wnętrze. Dzięki poświęceniu ówczesnego proboszcza Edwarda Bielińskiego, który narażając życie ratował wyposażenie świątyni, udało się ocalić zakrystię, jednak z kościoła pozostały tylko ściany. Ponowna odbudowa rozpoczęła się w 1946 i trwała przez siedem lat. Na jednej ze ścian można odnaleźć gmerk, czyli autorski znak budowniczego, który znajduje się na jednej z cegieł od strony prezbiterium, oraz odciski palców na innej z cegieł. Obok wyryto napis „IOHANNES”.
- Kościół pw. Przemienienia Pańskiego z 1790 roku, dawniej kościół klasztorny Franciszkanów.

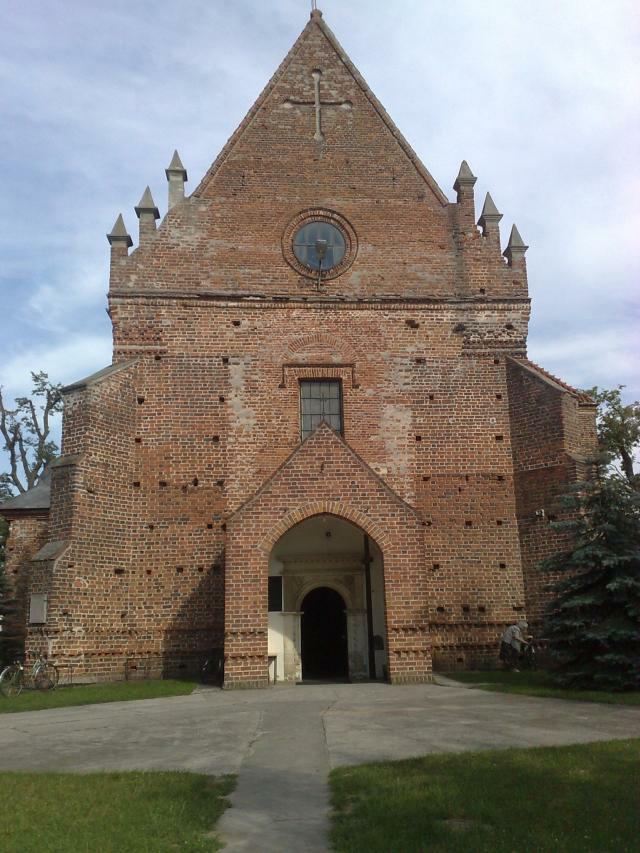
Kościół gotycki św. Marcina
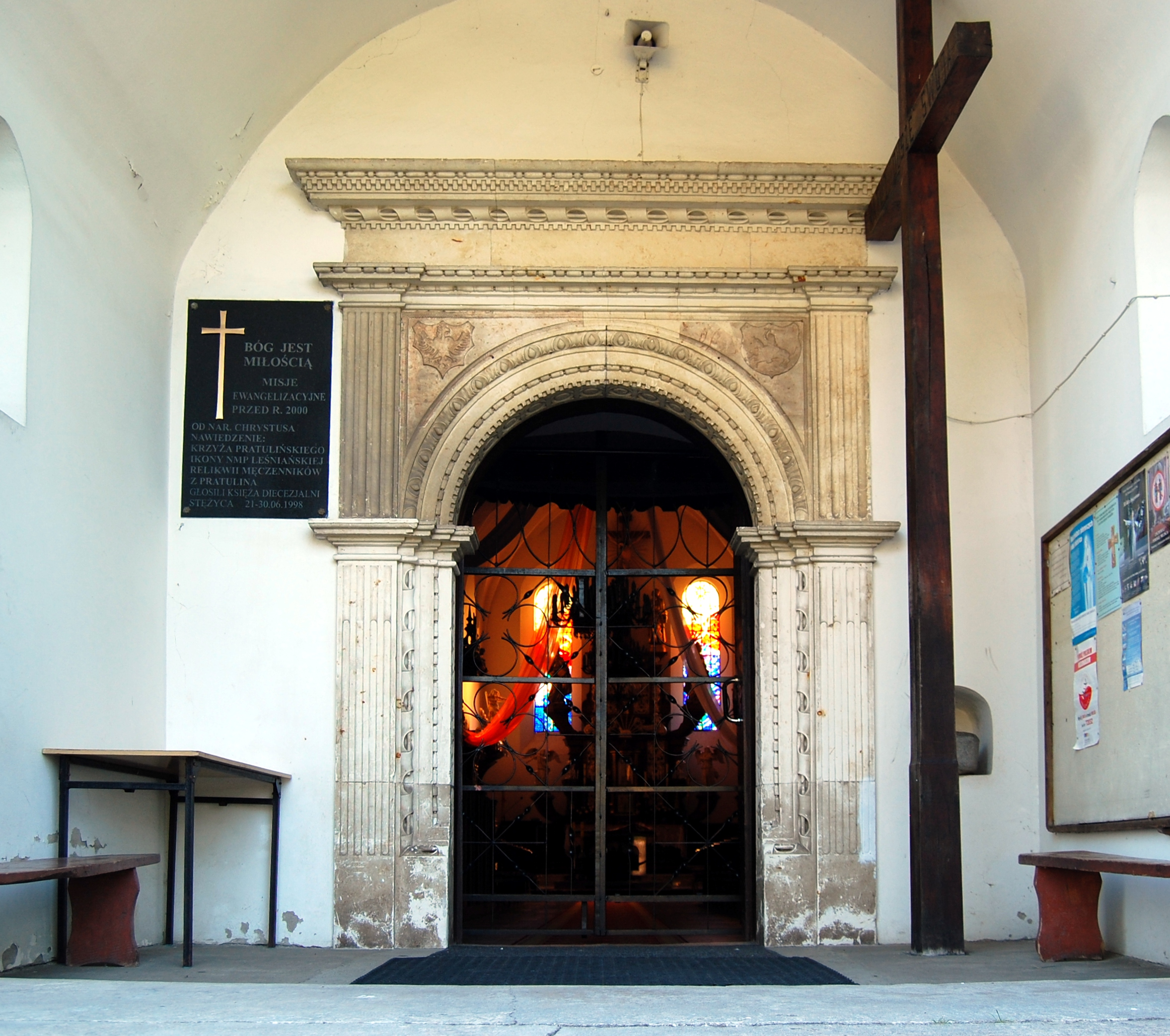
Portal renesansowy w kościele św. Marcina
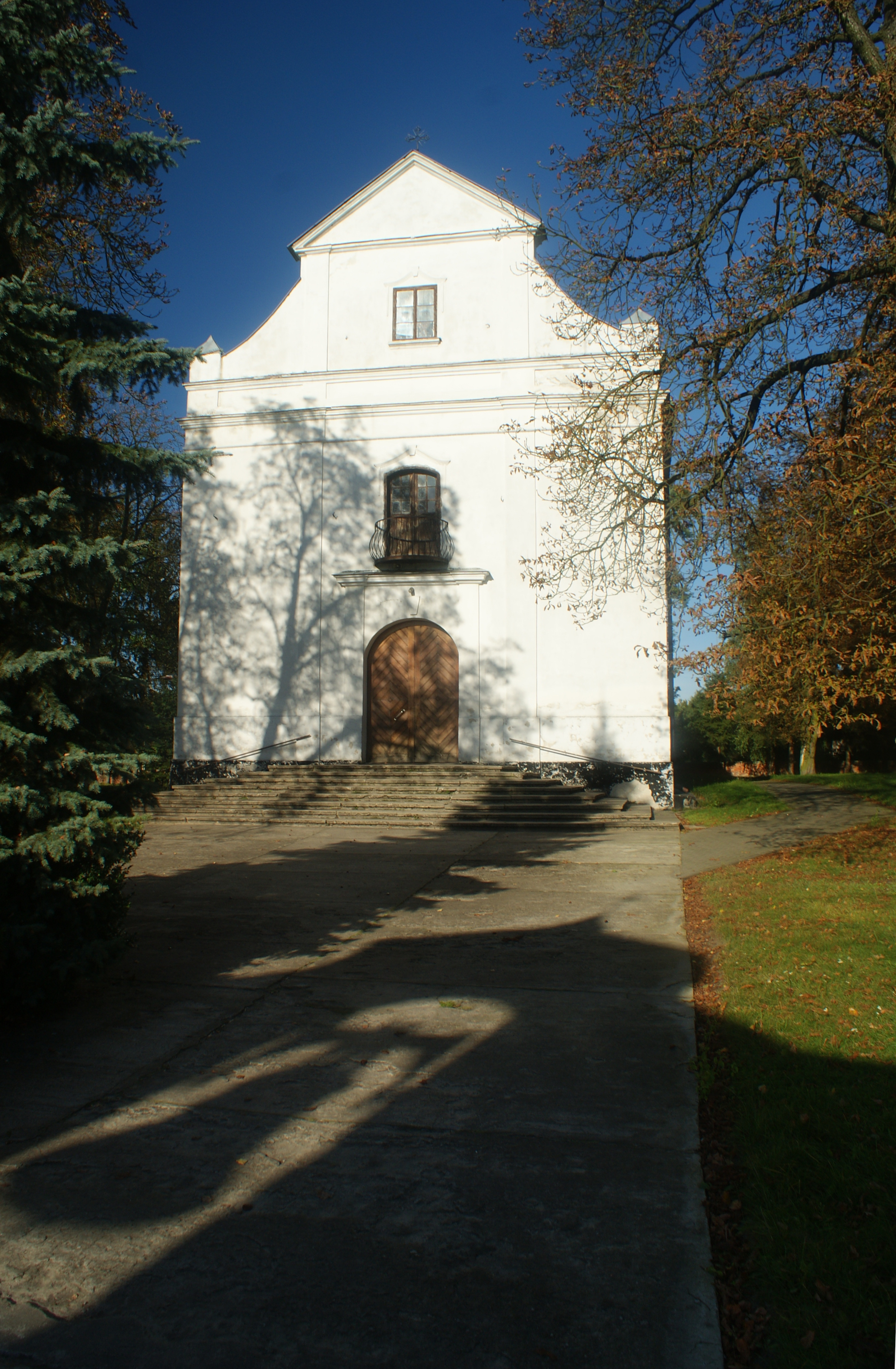
Kościół Franciszkanów z 1790 r.

## Sport
W Stężycy działa klub piłkarski LKS Mazowsze Stężyca, który w sezonie 2023/2024 występuje w klasie A, grupie Lublin II.